# گونی قشلاق
گونی قشلاق (به ترکی آذربایجانی: Güneyqışlaq) یک منطقه مسکونی در جمهوری آذربایجان است که در شهرستان خیزی واقع شده‌است.